# Mike Skinner (musiker)
Michael Geoffrey "Mike" Skinner, född 27 november 1978 i Birmingham, är en brittisk musiker, skivproducent och skådespelare. Han har bland annat arbetat med rapprojektet The Streets.

## Musikkarriär
Karriären i The Streets inleddes 1994. År 2005 grundade han tillsammans med Ted Mayhem det oberoende skivbolaget The Beats Recordings. 

### Skådespeleri
I den femte säsongen av Doctor Who spelade Skinner en säkerhetsvakt i avsnittet "The Time of Angels".

## Diskografi

### Med The Streets
- Original Pirate Material (2002)
- A Grand Don't Come for Free  (2004)
- The Hardest Way to Make an Easy Living (2006)
- Everything Is Borrowed (2008)
- Computers and Blues (2011)

### Med The D.O.T.
- And That (2012)